# Liolaemus thomasi
Liolaemus thomasi är en ödleart som beskrevs av  Laurent 1998. Liolaemus thomasi ingår i släktet Liolaemus och familjen Tropiduridae. Inga underarter finns listade i Catalogue of Life.